# La Fille de l'ambassadeur
Pour plus de détails, voir Fiche technique et Distribution.

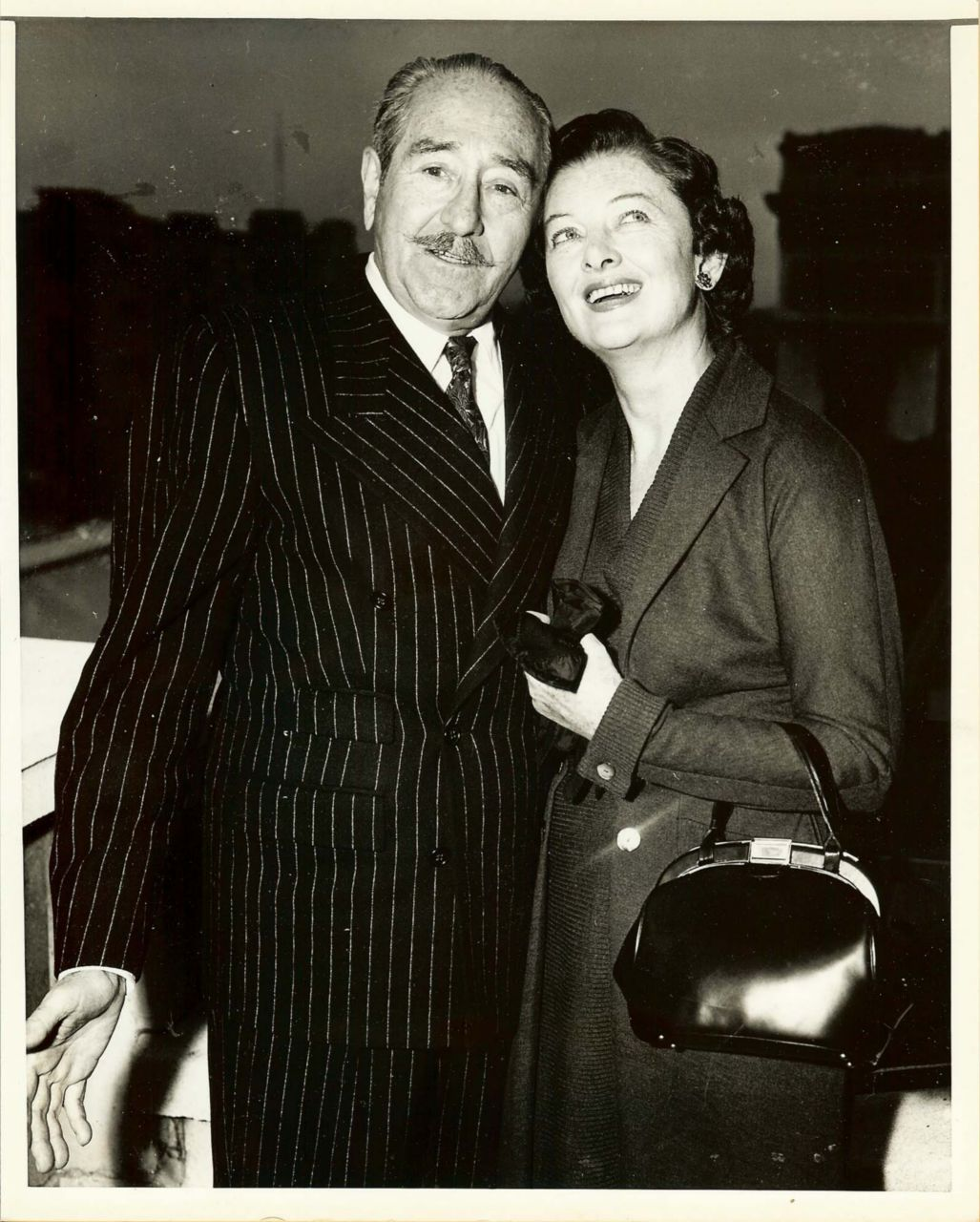
Une photo promotionnelle du film :
Adolphe Menjou et Myrna Loy

La Fille de l'ambassadeur (titre original : The Ambassador's Daughter) est un film américain réalisé par Norman Krasna, sorti en 1956.

## Synopsis
Joan Fisk, fille de l'ambassadeur américain en France, s'ennuie dans son activité qui consiste à divertir les épouses des personnalités. Elle décide de s'en détacher et de mener une expérience. Elle accepte un rendez-vous avec un soldat américain et essaie de prouver à son père et à ses amis que tous les soldats ne sont pas des coureurs de jupons. Mais le vin, la musique et les charmes du jeune homme l'emporteront

## Fiche technique
- Titre : La Fille de l'ambassadeur
- Titre original : The Ambassador's Daughter
- Réalisation : Norman Krasna
- Scénario : Norman Krasna
- Photographie : Michel Kelber
- Montage : Roger Dwyre
- Musique : Jacques Métehen
- Direction artistique : André Bakst et Léon Barsacq
- Costumes : Christian Dior
- Producteurs : Norman Krasna et Denise Tual (producteur associé)
- Société de production : Norman Krasna Productions
- Société de distribution : United Artists
- Pays de production :  États-Unis
- Format : Couleur (Technicolor) - 35 mm - 2,55:1 - Son : 4-Track Stereo (Western Electric Sound System)
- Genre : Comédie romantique
- Durée : 103 minutes (1 h 43)
- Date de sortie : 
  - États-Unis : 26 juillet 1956

## Distribution
- Olivia de Havilland : Joan Fisk
- John Forsythe : Danny
- Myrna Loy : Mme Cartwright
- Adolphe Menjou : Sénateur Jonathan Cartwright
- Tommy Noonan : Al O'Connor
- Francis Lederer : Prince Nicholas Obelski
- Edward Arnold : Ambassadeur William Fisk
- Minor Watson : Général Andrew Harvey
- Judith Magre : une fille légère (non créditée)

## À noter
- Tournage d'octobre à décembre 1955 en France au studio Franstudio, 20 rue du général Galliéni à Joinville-le-pont, Val-de-Marne [1].
- Norman Krasna annonça en février 1954 vouloir tourner le film alors intitulé Speak to Me of Love avec Gene Tierney. Le titre fut changé et l'actrice ne fut pas retenue[2],[3],[4].
- Annoncé, Van Johnson ne sera pas retenu pour le rôle principal[5].
- Ce n'est que progressivement que les acteurs signèrent leur contrat pour jouer dans le film. Olivia de Havilland signa en juin 1955 après une période d'hésitation. John Forsythe s'engagea tardivement après le retrait de Van Johnson. Myrna Loy qui avait vainement tenté de jouer dans des films dramatiques avec son amant Spencer Tracy et qui était restée quatre ans sans tourner accepta de s'engager avec regret dans une comédie romantique. Adolphe Menjou après une période de réflexion rejoignit la production un mois seulement avant le début du tournage [6],[7],[8],[9],[10],[11].
- Une scène se déroulant dans un cabaret fut tournée avant d'être retirée du montage en raison des danses jugées provocantes. Plus tard, la scène sera rajoutée mais sans les séquences ou les danseuses apparaissaient dévêtues[12].